# Kopernikusz csillagász, avagy beszélgetés Istennel
A Kopernikusz csillagász, avagy beszélgetés Istennel (lengyelül: Astronom Kopernik, czyli rozmowa z Bogiem) című kép Jan Matejko lengyel festő 1873-ban készített olajfestménye. Kopernikuszt (Mikołaj Kopernik) ábrázolja egy erkélyen, miközben az eget figyeli. A háttérben a fromborki székesegyház tornyai látszódnak. A kép a krakkói Jagelló Egyetem gyűjteményében látható, a Collegium Novum auláját díszíti, ahová az elnyomott lengyel közösség anyagi támogatásával került.
Matejko ebben a művében is Lengyelország történelmének egy jelentőségteljes pillanatát kívánta megragadni.

## Története

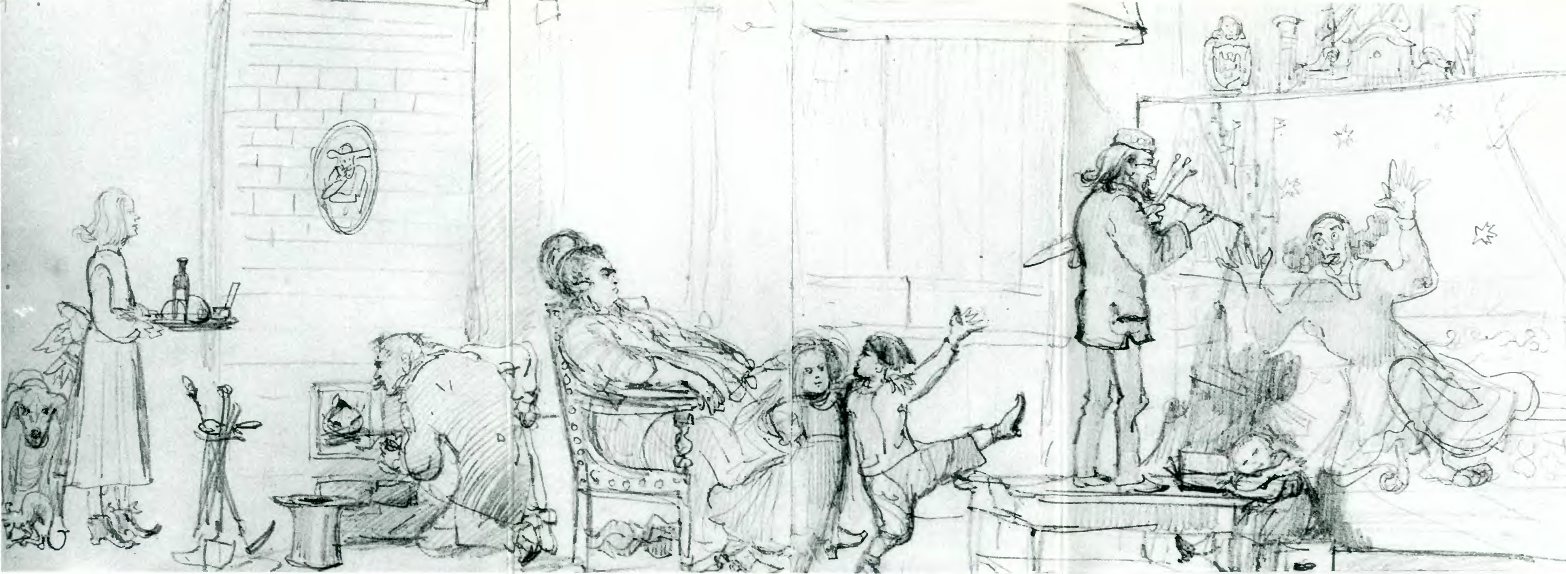
„A Kopernikusz festése” (Matejko karikatúrája önmagáról)

Matejko 1871-ben kezdte meg a munkát és Kopernikusz születésének 400. évfordulójára, 1873-ra készült el vele. Célja a lengyel történelem egy drámai pillanatának a megfestése volt. A mű elkészítéséhez előtanulmányokat folytatott egyrészt a Jagelló Egyetemen rendelkezésre álló gyűjteményi anyagok felhasználásával, másrészt több ceruza- és két olajvázlatot is készített. A tényleges festményen 1872 nyarán kezdett dolgozni. Régi lakásában azonban szűk volt a hely, ezért 1873-ban új műterembe költözött. Itt fejezte be a képet, a festés nehézségeiről ironikus karikatúrában számolt be.
Krakkóban az évfordulóval kapcsolatos ünnepségeket szervezők nem adtak támogatást Matejkónak a munkához, és a képet sem kívánták bemutatni a hivatalos ünnepségek ideje alatt. Kopernikusz szülővárosának, Toruńnak német polgárai ugyanakkor megvásárolták volna, ám Matejko – feltehetően lengyel hazafias megfontolásokból – nem adta el nekik. E helyett februárban saját kiállítást szervezett a krakkói Városházán, a Wielkopolska palotában. A kiállítás bevételét jótékony célra ajánlotta fel. A mű fogadtatása vegyes volt. Az év folyamán Bécsbe vitték a képet egy kiállításra. Végül márciusban Krakkó városa mégis megvásárolta 12 000 złotyért, és a Jagelló Egyetemnek adományozta, ahol a Collegium Novum épületében állították ki.

## Leírás
A festmény Kopernikuszt ihletett állapotban ábrázolja. A fromborki székesegyházhoz közel eső ház erkélyén térdepel különféle csillagászati eszközökkel körülvéve, s a derengő hajnali eget fürkészi. A jelenet valószínűleg azt a pillanatot ábrázolja, amikor a tudósban isteni megvilágosodás (epifánia) által megfogalmazódik elmélete, a heliocentrikus világkép. A Naprendszerről készített rajza – ami a De revolutionibus című művének egyik illusztrációja volt – tőle jobbra látható.
A Matejko által megfestett környezet nem valóságos. A tudósok még mindig keresik azt a helyet, ahol a csillagász dolgozhatott. Matejko a magasban ábrázolta Kopernikuszt, de valószínűbb, hogy a csillagvizsgáló a házának a földszintjén, esetleg a kertjében működött.
A kompozíció főbb elemei a fókuszponthoz igazodó szimmetria, a levegőperspektívával egységbe fogott téma, a központi alakot övező fénysugarak által teremtett egyensúly, továbbá a sötét árnyalatok drámai kontrasztja a kép szélein. Kopernikusz megvilágosodását és önkívületi állapotát a fények mesteri használatával érzékelteti a festő.
Kopernikusz modelljei Henryk Levittoux és Matejko unokaöccse, Antoni Serafiński volt.
Matejko leghíresebb festményei általában nagy, csoportos jeleneteket ábrázolnak. Ez a kép azonban ritka kivétel, mert egyetlen alak látható rajta.

## Fordítás
- Ez a szócikk részben vagy egészben az Astronomer Copernicus, or Conversations with God című angol Wikipédia-szócikk ezen változatának fordításán alapul.  Az eredeti cikk szerkesztőit annak laptörténete sorolja fel. Ez a jelzés csupán a megfogalmazás eredetét és a szerzői jogokat jelzi, nem szolgál a cikkben szereplő információk forrásmegjelöléseként.